# Velutinodorcus japonicus
Velutinodorcus japonicus is een keversoort uit de familie vliegende herten (Lucanidae). De wetenschappelijke naam van de soort is voor het eerst geldig gepubliceerd in 1985 door Nakane & Makino.